# La Mélancolie de la résistance
La Mélancolie de la résistance est un roman hongrois (Az ellenállás melankóliája, 1989) de László Krasznahorkai, traduit en français et publié par les éditions Gallimard en 2006.

## Composition
Le livre se compose de trois parties :
- État d'urgence, Introduction (85 pages environ),
- Les harmonies Werckmeister, Développement (300 pages environ),
- Sermo Super Sepulchrum, Déconstruction (40 pages environ).

## Trame narrative
L'action se déroule sur quelques semaines d'hiver, d'une époque indéterminée mais relativement récente (train, télévision (p. 291), interphone), dans une ville indéterminée de la Grande Plaine méridionale du sud-est de la Hongrie, aussi bien Kecskemét, Békéscsaba, ou Hódmezővásárhely que Szeged.
Le récit est pris en charge par l'un ou l'autre des quatre personnages principaux, chacun avec un point de vue décalé de celui des autres.

### État d'urgence
Fin novembre, sur une voie ferroviaire secondaire, au trafic aléatoire, une vieille locomotive tente, entre deux immobilisations, de tirer deux vieux wagons. Elle ramène au pays la respectable Mme Pflaum, 63 ans, dans sa petite ville, en proie elle aussi à des idées noires : chaos, catastrophe imminente, désintégration, imprévisibilité, résignation : la foi en un dénouement heureux ne reposait sur aucune base solide (p. 19). Elle s'aperçoit qu'un homme au visage pas rasé, au grossier manteau de drap, l'observe d'un regard violent et obscène. Il la poursuit jusqu'aux toilettes. Elle change de wagon, lui échappe provisoirement, est soumise au monde d'indifférents ou de canailles.
Parvenue à destination, de nuit, avec trop de retard, obligée de traverser la ville à pied avec ses bagages, elle a l'impression de déambuler dans un cauchemar (p. 41), découvrant même une affiche de cirque, avec une baleine la plus grande ballaine jeante du monde (p. 44). Réfugiée dans son appartement de centre ville, petit nid bien aménagé, trop plein d'objets décoratifs, dont la collection de figurines en porcelaine, le cellier trop plein, elle est dérangée à un heure inconvenante par un appel à l'interphone. Heureusement, ce n'est pas son fils, Jonas Valuska (vingt-sept années d'amertume passées avec lui étaient largement suffisantes (p. 55). C'est pire : Piri Eszter, son passé scandaleux, ses mœurs douteuses, sa situation familiale actuelle confuse (p. 57), son hypocrisie, ses minauderies, sa voix mielleuse.
Elle vient pour inspecter (sale petit nid de veule conformisme, d'oisiveté suffocante, de sirupeuse fadeur, insolente démesure de l'oisiveté lubrique et de la veulerie (p. 61), cette petite naine de rien du tout (p. 70)) et pour lancer, les nerfs malmenés, avec un enthousiasme débordant, et d’une voix tonitruante de virilité (p. 59), une vaste campagne de nettoyage (p. 62) : Cour balayée, maison rangée (p. 66), pour l'intérêt général (briser la résistance et l'indifférence (p. 66). Pour cela, elle veut y associer l’adorable Valuska (p. 67), cet incurable crétin (p. 65), un idiot du village tout juste capable de travailler comme livreur de journaux à la Poste centrale (p. 68), et porteur personnel de repas pour Györgui Eszter.
Sortie de chez Mme Pflaum, sans avoir obtenu son accord, elle peut enfin respirer de l'air frais, noter avec satisfaction le processus irréversible de destruction, de chaos, et de désintégration (p. 72), cette lente décadence, se sentir la maîtresse du futur (p. 73), aspirer à la reconstruction nécessaire après la ruine. D'ailleurs, il suffit de voir dans l'obscurité le peuplier effondré, déraciné, ou la cinquantaine d'inconnus étrangers, immobiles, muets, anges attroupés de l'Apocalypse (p. 76), près de la remorque, incroyablement gigantesque, des forains : cette baleine putride et [...] ces canailles effrontées (p. 77). Alors qu'elle rentre se faire cajoler, Janos Valuska se glisse parmi l'attroupement et se trouve un des premiers à acheter son billet et à admirer comme un dinosaure exposé dans un minuscule muséum (p. 87)...

### Les harmonies Werckmeister
La soirée s'ouvre juste avant la fermeture du "Péfeffer", où Janos est à nouveau invité par les ivrognes à donner sa représentation participative de la rotation des astres et de l'éclipse de soleil. Commence alors la déambulation en ville (hôtel Kosmo, place Kossuth avec ces près de trois cents vagabonds, ce silence cauchemardesque, cette angoisse irrépressible, ce corps gigantesque...
Mme Eszter lui propose de transmettre à son mari la mission de propagande pour le futur président. Györgui Eszter a pris une retraite stratégique face à la pitoyable stupidité de l'humanité (p. 148), malgré Mme Harrer et son combat acharné contre les objets demeurés intacts (p. 147), et, depuis huit ans, il offre à Janos, à son angélisme, à la fluidité innocente du ciel imaginaire (p. 157), Bach et son propre pessimisme lucide : il n'y aura ni cataclysme ni jugement dernier, [...] le monde s'auto-détruit de lui-même (p. 152), le monde n'est franchement pas une brillante réussite (p. 154). Débarrassé de sa femme, ce fossile vénéneux (p. 161), il adopte, contre l'accordeur de piano aveugle Frachberger, la théorie de l'harmonie céleste d'Andreas Werckmeister pour réaccorder son Steinway. Interrompant provisoirement les inestimables plaisirs de l'oubli thérapeutique (p. 178), il sort avec Janos, et découvre une ville outrageusement chamboulée (p. 186), un invraisemblable labyrinthe d'ordures (p. 1872), des meutes de chats énormes, le peuplier effondré, le décor invraisemblable d'un Grand Guignol où tout mot sensé, toute pensée rationnelle avaient de façon déroutante perdu leur validité (p. 193), ce cauchemar diabolique (p. 196), ce soir carnaval. Il décide de confier aux trois seuls humains pas encore attroupés, ces trois héroïques poules mouillées (p. 199), le soin de sa mission, avant de se retirer seul. 
Janos Valuska poursuit sa promenade, rencontre un homme qui lui offre de la pálinka, voit le Directeur du cirque, ambassadeur du monde, annoncer la fin du spectacle pour la journée et remercier le merveilleux public. Chez Piri Eszter, il assiste à une réunion du Conseil exécutif de la ville, le temps d'être chargé d'aller observer ce qui se passe place Kossuth. Il se faufile pour revoir la baleine, et entend une dispute entre le directeur et le "prince" : Lui dit que lui aime quand tout s'effondre. [...] Lui sait que tout existe pas (p. 232).
Et ses partisans se mettent à saccager la ville (p. 249) : vitres brisées, destructions, incendies (cinéma, hôpital, cordonnerie, chapelle...), traques, mises à mort... Janos est intégré malgré lui dans cette marche destructrice,  au son des bottes, empêché de se révolter ou de s'enfuir (p. 312). Györgui, informé, le considère désormais comme un remarquable artiste en extase existentielle, une incarnation vivante de l'insignifiant angélisme, de la simplicité d'esprit (p. 282), et part à sa recherche de son seul ami. Au contraire, au petit matin, Janos sort de son coma prolongé, et, bien sûr de sa douce et grisante rêverie (p. 316), totalement dégrisé de son impardonnable cécité. Il découvre le carnet abandonné d'un de ses comparses émeutiers, y lit la traque d'un gibier humain de la nuit, et comprend qui, même idiot incurable, il est recherché par l'armée, comme complice ou instigateur. Györgui, qui continue sa quête, est suspecté, arrêté, mené à l'Hôtel de Ville, pour interrogatoire, en présence du colonel, du sous-lieutenant, de son épouse, du directeur de cirque... 
Invité à disparaître, il rentre chez lui et réaccorde son piano à la manière traditionnelle.

### Sermo Super Sepulchrum
Mme Eszter, Secrétaire Générale de la Commune, se livre à la dégustation solitaire d'un bocal de griottes au rhum, une des denrées périssables de Mme Pflaum transférées dans la cave de l'Hôtel de Ville. Après l'appel aux renforts et l'intervention d'un régiment, une attraction mutuelle a réuni Peter (le colonel) et Tünde (Piri Eszter). Depuis, l'ordre se rétablit progressivement, autour de cette femme à poigne : évacuation du cirque (avec baleine et directeur), cure de désintoxication pour le capitaine (sac à vin invétéré), internement psychiatrique de Jonas Valuska (cerveau dérangé), nomination d'Harrer au secrétariat administratif, recrutement de nouvelles forces de l'ordre, aide au développement accordée à la ville. Györgui Eszter (épave) visite quotidiennement son ami Jonas. Mme Eszter prononce l'éloge funèbre de Mme Pflaum. Enfin, après le dégel, la biochimie active les agents de destruction de l'adénosine triphosphate (ATP).

## Personnages
- Mme Pflaum (Prune), petite naine encore bien roulée pour son âge (p. 70), débarrassée de ses maris puis de son fils, libre, respectable et inquiète,
- Jonas Valuska, 35 ans, fils unique de Mme Pflaum, 27 ans avec elle, et 8 ans séparé d'elle,
- Valuska père, premier mari de Mme Pflaum, alcoolique, dépravé,
- Mme Piri Eszter, Tünde, 52 ans, femme de l'ancien directeur du Conservatoire, directrice (relevée) de la chorale masculine, présidente autoproclamée du Comité des Femmes de la ville,
- Mr György Eszter, directeur retraité et/ou démissionnaire du Conservatoire Municipal de Musique, mari sur le papier (p. 63), excentrique, simple paresseux maladif (p. 63), vivant reclus dans sa maison de l'avenue Béla Wenckheim,
- Mr Harrer, propriétaire de Valuska, maçon, ancien ami ou client de Piri, alcoolique,
- Mme Harrer, femme de ménage chez György Eszter, maladroite fée du logis,
- Mr Hagelmayer, propriétaire-gérant-tenancier du débit de boisson de la rue du Pont, Pfeffer & Cie ou "Péfeffer",
- Petér, colonel, commandant en chef du régiment, à l'Hôtel de Ville,
- Géza, sous-lieutenant, chargé des interrogatoires à l'Hôtel de Ville,
- Mrs Madai, Nadaban, Volent, vigilance, pondération, solidarité, responsables (boucher, ingénieur, etc),
- Mrs Wallner, Lehel, Mahovenyecz et Provaznyiti, Mmes Nuszbeck, Jutka Szabo et Virag, et autres connaissances,
- et divers anonymes,
  - le capitaine de gendarmerie, ami, amant, confident et associé de Piri, une femme décédée à la fleur de l'âge et deux petits garçons privés de l'affection maternelle (p. 79), sujet à d’habituelles crises de mélancolie, et d'alcoolisation,
  - l'inconnu du train, mal rasé, au regard violent,
  - le Directeur du cirque, le vieux fumeur de cigare,
  - le prince, nabot, (et son interprète),
  - l'inconnu émeutier (les nettoyeurs, dont Gyömrö et Feri Holger) recruté comme représentant des nouvelles forces de l'ordre,
  - et de nombreuses silhouettes.

## Éditions
- Az ellenállás melankóliája (1989) Publié en français sous le titre La Mélancolie de la résistance, Paris, Gallimard, coll. « Du monde entier », 2006  (ISBN 2-07-076757-4) ; réédition, Paris, Gallimard, coll. « Folio » no 6152, 2016  (ISBN 978-2-07-079265-8) 2017), 448 pages (en poche)

## Accueil
Le lectorat francophone apprécie les ambiances, la "déliquescence omniprésente",,,, "la désolation et l'effondrement de la vie sociale de cette petite bourgade", et l'humour.
Un entretien avec la traductrice précise des aspects de mission impossible de tels ouvrages de tels auteurs.